# Helophorus redtenbacheri
Helophorus redtenbacheri är en skalbaggsart som beskrevs av August Ferdinand Kuwert 1885. Helophorus redtenbacheri ingår i släktet Helophorus, och familjen halsrandbaggar. Enligt den svenska rödlistan är arten otillräckligt studerad i Sverige. Arten förekommer i Götaland. Artens livsmiljö är våtmarker, sjöar och vattendrag, jordbrukslandskap.